# Пейдж, Роберт
Роберт Пейдж (англ. Robert Paige; 2 декабря 1911 — 21 декабря 1987) — американский актёр, диктор телевидения и политический обозреватель. Снялся в 65 фильмах. Он был выпускником Вест-Пойнта и был связан родственными связями с адмиралом Дэвидом Битти, героем Первой мировой войны.
Родился, как Джон Артур Пейдж в Индианаполисе, штат Индиана в 1911 году, он начал свою карьеру на экране в 1934 году. Его красивая внешность позволила ему сняться в ряде кинокартин, таких как «Кейн и Мейбл» с Кларком Гейблом и Мэрион Дэвис. В 1936 году, чтобы избежать путаницы с другим актёром, Джоном Пейном, Пейдж на непродолжительное время принял псевдоним Давид Карлили. Он работал в основном для кинокомпании Warner Brothers.
В 1938 году он подписал контракт с кинокомпанией Columbia Pictures. Когда контракт истек, Пейдж перешёл в Paramount Pictures и, наконец, в 1941 году в Universal Pictures. Роберт Пейдж быстро стал одним из ведущих киноактёров этой компании.
Он стал независимым продюсером фильмов в 1947 году и стал работать на телевидении. В 1955 году получил премию «Эмми». В 1960-х он стал диктором телевидения в Лос-Анджелесе.
Пейдж продолжал изредка сниматься в кино, в последний раз в 1963 году. С 1966 по 1970 год Пейдж был диктором и политическим корреспондентом ABC News в Лос-Анджелесе.
Был трижды женат.
Роберт Пейдж умер от аневризмы аорты в 1987 году в возрасте 76 лет.

## Избранная фильмография
| Год  |   | Русское название        | Оригинальное название    | Роль               |
| ---- | - | ----------------------- | ------------------------ | ------------------ |
| 1934 | ф | Вы не можете купить всё | You Can't Buy Everything | гость на свадьбе   |
| 1936 | ф | Кейн и Мейбл            | Cain and Mabel           | Ронни Колдуэлл     |
| 1943 | ф | Сын Дракулы             | Son of Dracula           | Френк Стенли       |
| 1944 | ф | Не могу не петь         | Can’t Help Singing       | Джонни             |
| 1947 | ф | Пламя                   | The Flame                | Барри Макаллистер  |
| 1948 | ф | Ледяная блондинка       | Blonde Ice               | Лес Бёрнс          |
| 1953 | ф | Доля секунды            | Split Second             | Артур Эштон        |
| 1959 | ф | Это случилось с Джейн   | It Happened to Jane      | в роли самого себя |
| 1963 | ф | Пока, пташка            | Bye Bye Birdie           | Боб Брехт          |